# Stenoptilia suprema
Stenoptilia suprema là một loài bướm đêm thuộc họ Pterophoridae. Nó được tìm thấy ở Colombia, Ecuador và Peru.
Sải cánh dài khoảng 26 mm. Con trưởng thành bay vào tháng 1 và tháng 8.